# Edificio de la Caixa d'Estalvis de Vila-real

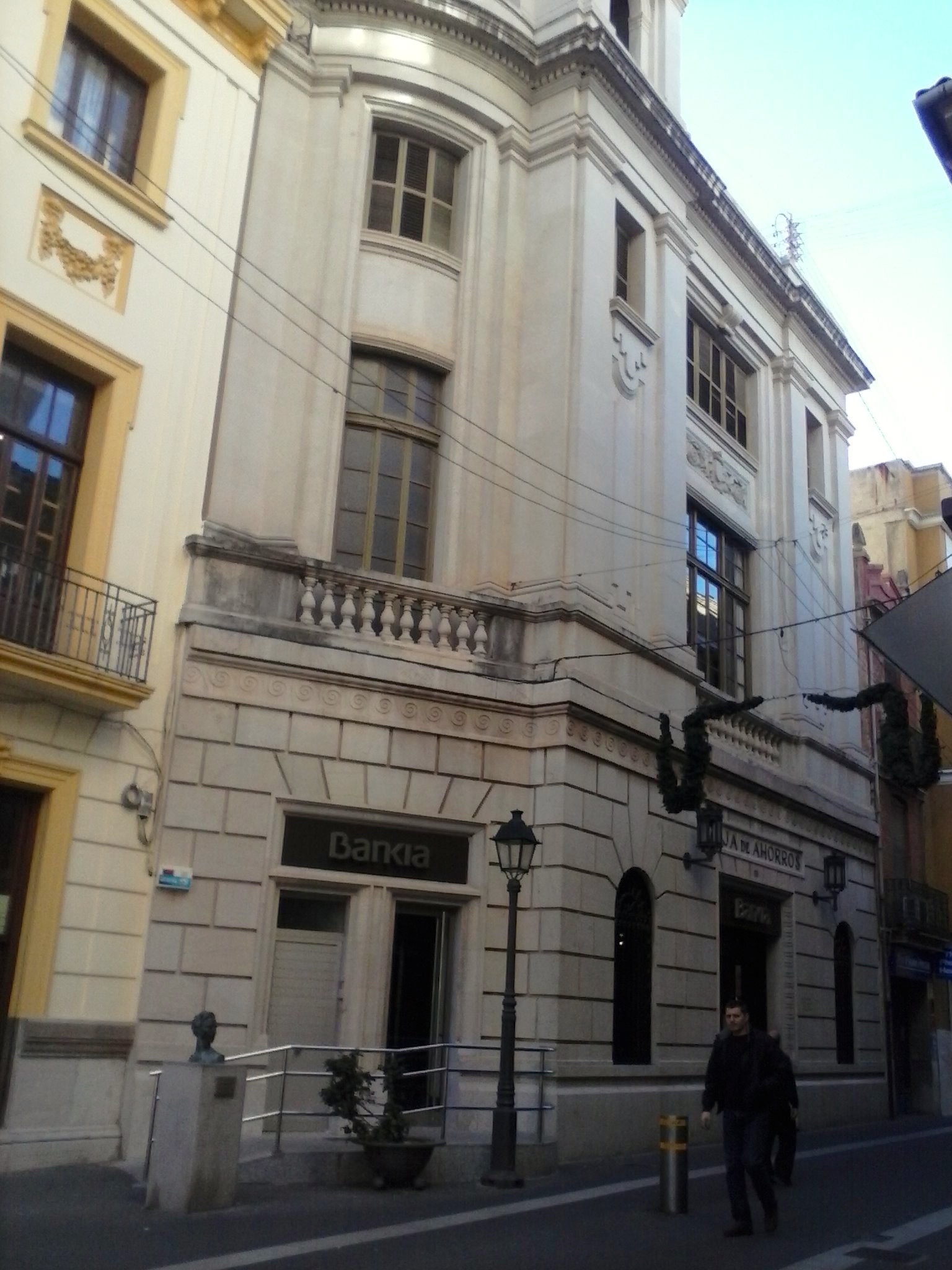
Fachada del edificio

El edificio de la Caixa d'Estalvis de Vila-real  está situado en los números 52 y 54 de la calle Mayor San Jaime de Villarreal (Castellón), España. Corresponde al proyecto del arquitecto catalán Eugenio Pedro Cendoya de 1930 para la sede de la entonces floreciente Caja de Ahorros de Villarreal. Creada unos años antes, dado el crecimiento que experimenta esta Caja, y su consolidación como apoyo a las actividades agrarias, decide construir en 1930 una sede digna que responda a las expectativas que prevé.
Constituye un interesante ejemplo de arquitectura rica en motivos artísticos, en donde es cuidado con todo lujo de detalles cada uno de los elementos que la integran. Una obra de corte clásico que presenta, a su vez, cierto manierismo en los tratamientos y los detalles. Una imprescindible pieza de arquitectura en el ámbito de la arquitectura valenciana del siglo XX en tierras de Castellón.

## Descripción
El edificio se presenta como un sólido bloque de tres alturas siguiendo claramente unas trazas clásicas en su definición formal, sobre una parcela de peculiar geometría.
El proyecto contempla un edificio sede de una entidad bancaria pujante, con todas las necesidades de programa y representación que ello supone. Es por eso por lo que se opta por un edificio de robustas proporciones y derroche de decoración. Se organiza en tres plantas en las que se sitúan las distintas dependencias, desde las más públicas en planta baja a las propias de la entidad en planta primera, como el salón de actos. En planta segunda sitúa un uso privado, la vivienda del conserje, y durante un tiempo la del mismo director de la entidad.
Esa estratificación de usos se refleja en la composición de fachada. Esta se ordena de forma clásica con una superposición de cuerpos. Una base de marcado almohadillado ocupa la planta baja. Sobre este cuerpo se sitúa el cuerpo central, el más importante del edificio, que agrupa las dos plantas siguientes. El edificio se remata por un cuerpo a modo de templete sobre el retranqueo que presenta la fachada.

### Fachada
Lo más destacable del proyecto lo representa la preocupación demostrada hacia la decoración del edificio. No pasa desapercibida la clara intención expresionista que se posee la entidad. Así, junto a una composición arquitectónica clásica del edificio nos encontramos con un amplio programa iconográfico que reúne diversas corrientes.
La formalización clásica de la fachada se presenta a través de diversos elementos. Un almohadillado casi gigante que descansa sobre un amplio zócalo y la modulación del cuerpo central mediante columnas de toda su altura. Entre éstas se sitúan las ventanas de los dos pisos que abarca, con profusión de elementos de enmarcado y decoración intermedia de paramentos. En planta baja destaca el despiece exagerado de las dovelas de las ventanas que custodian la entrada, muy acordes al almohadillado de grandes dimensiones. Una cenefa antecede a la cornisa que separa los dos cuerpos. Por su parte, el remate de la coronación presenta un templete con arcos de medio punto que son, a su vez, coronados por un gran grupo escultórico, obra de José Ortells, con alegorías referentes al ahorro.

### Interior
Pero si la fachada presenta una especial riqueza decorativa, en el interior esta tendencia se eleva al enésimo grado. La grandiosidad se adueña del espacio, con un tratamiento escrupuloso de todo tipo de elementos, desde el enmarcado de puertas hasta los cielos de los techos. Destaca, en este sentido, la presencia de una escalera de desarrollo imperial, con trabajada rejería.

## Planos

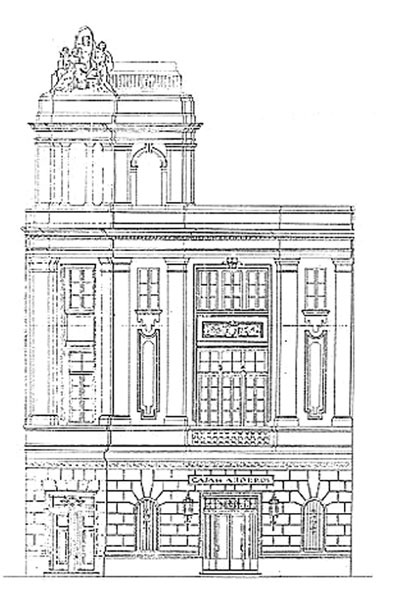
Fachada
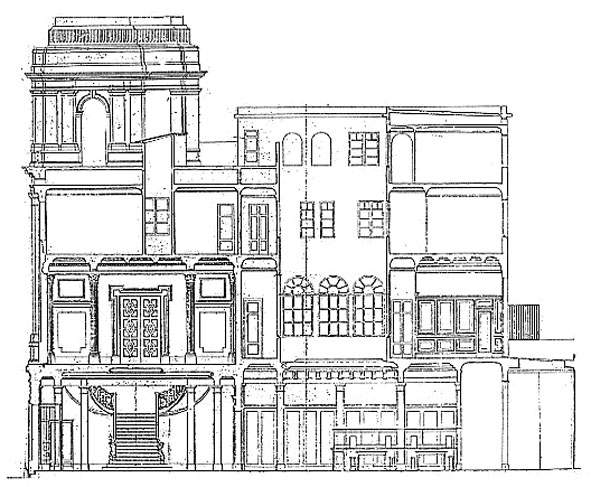
Sección longitudinal
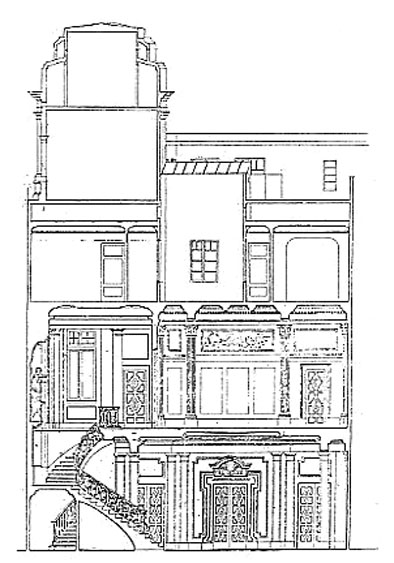
Sección transversal